# Bronisława Iwańska
Bronisława Iwańska z domu Siewruk (ur. 28 listopada 1924 w Nieświeżu, zm. 11 grudnia 2015 w Koszalinie) − żołnierz Samodzielnego Batalionu Kobiecego 1 Dywizji Piechoty, pisarz sztabowy 5 pułku piechoty 2 Dywizji Piechoty, odznaczona Orderem Virtuti Militari.

## Życiorys
Bronisława Siewruk urodziła się 28 listopada 1924 w Nieświeżu, wówczas woj. nowogródzkie, w rodzinie legionisty, czynnego społecznie osadnika Stanisława Siewruka i Marii z domu Maliszewskiej. Uczęszczała z bratem Marianem do szkoły powszechnej w Zaostrowieczu, którą ukończyła w 1938 i w rodzinnym mieście rozpoczęła naukę w Gimnazjum im. Władysława Syrokomli. Podczas nauki należała do harcerstwa, a także do PCK i Sodalicji Mariańskiej. Bronisława była zmuszona była do przerwania nauki na II klasie gimnazjum z powodu wybuchu wojny.
10 lutego 1940 rodzinę Iwańskich w ramach pierwszej wielkiej deportacji zesłano w głąb Rosji. W bydlęcych wagonach i w okrutnych warunkach dowieziono ich do Czuchome, obwód Wołogda i kazano im maszerować przez kilka dni, aż 25 lutego dotarli do obozu w Ługodzie, Lediński Rejon, Wołogodzkaja Obłast. W dniu następnym wszyscy deportowani musieli podjąć katorżniczą pracę polegającą na ścinaniu drzew ręcznymi piłami i przygotowywać je do transportu, a kiedy nadeszła wiosna musieli rzeką pnie spławiać. Do prac dochodziły jeszcze sianokosy na trzęsawiskach. W sierpniu ogłoszono „amnestię”, a we wrześniu 1941 rodzina mogła wyruszyć do Wojska Polskiego tworzonego przez gen. Władysława Andersa. Podążali drogą, która najeżona była przeszkodami, bądź pieszo, lub tratwą rzekami, a później koleją do Tatiszczewa koło Saratowa i dalej do rzeki Amu-darii. Nie udało im się dotrzeć do celu o czasie; kiedy znaleźli się w Taszkiencie, granicę z Iranem już zamknięto.
Iwańscy musieli ponownie podjąć ciężką pracę, tym razem w pustynnym kołchozie kirgiskim. Pracowali przy budowie dróg, aż do momentu, kiedy nadeszło wezwanie mobilizacyjne do organizującej się 1 Armii Wojska Polskiego w Sielcach nad Oką. Bronisława nie nadawała się do pełnienia służby wojskowej, ponieważ jej organizm był wyniszczony głodem, a ona sama ciężką pracą. Pomimo tego w maju 1943 została wcielona do Batalionu Kobiecego im. Emilii Plater. W sierpniu 1943, kiedy ukończyła przeszkolenie ogólnowojskowe, sanitarne i łączności, przydzielono ją jako pisarkę i maszynistkę do oddziału operacyjnego sztabu 5 pułku piechoty 2 Dywizji Piechoty. Do jej zadań należało prowadzenie kroniki pułku, sporządzanie mapek jego działań bojowych, a także była sanitariuszką sztabu. Wkrótce pułk przeniesiono w okolice Smoleńska, a później na Ukrainę do Berdyczowa. Bronisława w lipcu 1944 razem z pułkiem i całą 2 DP znalazła się w Kiwercach na Wołyniu.
Z Kiwerc 2 DP wyruszyła w kierunku Bugu, a po jego sforsowaniu została skierowana na Chełm Lubelski i Lublin. Po dotarciu do Wisły walczyła pod Puławami, gdzie Bronisława została kontuzjowana. We wrześniu pułk walczył na przyczółku warecko-magnuszewskim, a następnie dotarł na Pragę i przygotowywał się do ofensywy na lewy brzeg Wisły, żeby pomóc powstańcom. Zajął odcinek nad Wisłą od mostu Kierbedzia do Pelcowizny i próbował nocą pod ostrzałem, przewozić grupki powstańców na brzeg praski. Dopiero, kiedy w dniach 16 i 17 stycznia 1945 pułk sforsował Wisłę pod Jabłonną, 2 DP wkroczyła od strony Bielan do spalonej przez Niemców Warszawy. Następnie dywizję skierowano na Pomorze. Bronisława, jako pisarz sztabowy 5 pp. uczestniczyła z nim w walkach: o Bydgoszcz, Nakło, dalej pod Frydlandem, Mirosławcem, Bobrujskiem i Dziwnowem. 12 lub 13 marca 1945 z pułkiem doszła nad morze. 18 marca 1945 w Kołobrzegu była uczestniczką powtórnych zaślubin Polski z morzem. W połowie kwietnia Bronisława została ranna w lewą łopatkę, kiedy razem z pułkiem brała udział w forsowaniu Odry. Mimo rany pozostała na swoim stanowisku w sztabie pułku i doszła z nim do Berlina, a następnie do Łaby. Uczestniczyła w spotkaniu z wojskami alianckimi. Kiedy Niemcy skapitulowały, razem z pułkiem nazwanym teraz Kołobrzeskim trafiła do Głubczyc położonym nad granicą czeską, a następnie do Częstochowy. 6 listopada 1945 Bronisławę zdemobilizowano w stopniu sierżanta.
Po opuszczeniu wojska w złym stanie zdrowia zaczęła pracować jako księgowa w powstałym Liceum Ogólnokształcącym im. Marii Konopnickiej znajdującym się w Poddębicach, woj łódzkie, w którym pracowała przez 30 lat. W 1952 ukończyła zaocznie Liceum Ekonomiczne w Łodzi. Aktywnie uczestniczyła w społecznej działalności ZBoWiD, a za swoją pracę otrzymała wiele podziękowań i cywilnych odznaczeń. Z chwilą, kiedy podjęła pracę w liceum należała do Ligi Obrony Kraju i do Towarzystwa Przyjaciół Dzieci. W tym ostatnim zajmowała się szczególnie losami sierot wojennych, a pod naciskiem władz oświatowych wstąpiła do Zjednoczonego Stronnictwa Ludowego z którego po miesiącu zrezygnowała. Od 1967 do 1978 pełniła funkcję sekretarza i wiceprzewodniczącej oddziału powiatowego ZBoWiD, a także była członkiem Prezydium Wojewódzkiego Zarządu ZBoWiD w Łodzi, a następnie w Sieradzu. Była również delegatką na V Kongres ZBoWiD. W marcu 1976 przeszła na rentę inwalidzką. Kiedy zmarł jej mąż, w 1978 przeniosła się ze względów zdrowotnych do córki mieszkającej w Koszalinie. Do 2000 była, mimo ciężkich warunków bytowych, nadal czynna w Komisji Społecznej ZKiOR. Od 1999 członkini toruńskiego „Memoriału Generał Marii Wittek”.
W 1947 wyszła za mąż za Mariana Iwańskiego, urodziła dwie córki: Teresę (ur. 1948), mgr filologii rosyjskiej i Danutę (ur. 1952) mgr farmacji.
Zmarła 11 grudnia 2015 w Koszalinie.

## Ordery i odznaczenia
- Krzyż Srebrny Orderu Virtuti Militari − Uchwała Rady Państwa z 27 sierpnia 1968 z nr. legitymacji L-17801
- Krzyż Oficerski Orderu Odrodzenia Polski[6] − 17 czerwca 2007 „za wybitne zasługi dla niepodległości Rzeczypospolitej Polskiej”
- Brązowy Medal „Zasłużonym na Polu Chwały”
- Medal za Warszawę 1939–1945 − 1946
- Medal za Odrę, Nysę, Bałtyk − 1946
- Medal „Za udział w walkach o Berlin” − 1966